# 自由保守主義
自由保守主義（じゆうほしゅしゅぎ、英: Liberal conservatism）とは、経済、社会、倫理の領域における自由主義と保守主義を合わせた政治思想である 。リベラル保守主義、リベラル保守派とも。欧州では中道右派とほぼ同じ意味合いである 。

## 概要
伝統主義的な思想とは一線を画し、私的所有権や市場経済など古典的自由主義の考えを最重視する保守派である。リバタリアニズムの思想とも一部重なる。

### 主な自由保守主義の政党
- オーストラリア
  - オーストラリア自由党
  - 地方自由党
- アルバニア
  - アルバニア民主党
- カナダ
  - カナダ保守党
- ドイツ
  - キリスト教民主同盟
  - キリスト教社会同盟
- フランス
  - 共和党
- ギリシャ
  - 新民主主義党
- 香港
  - 自由党
- イスラエル
  - リクード
- 韓国
  - 国民の力
- ミャンマー
  - 国民民主連盟[3]
- ポルトガル
  - 社会民主党[4][5][6]
- 中華民国（台湾）
  - 中国国民党
  - 親民党
- イギリス
  - 保守党
- アメリカ合衆国
  - 共和党
- 日本
  - 自由民主党
  - 国民民主党
  - 日本維新の会